# Michael Lohan Jr.
Michael Douglas Lohan Jr., ibland Michael Cameron, född 16 december 1987 i Merrick i New York, är en amerikansk TV-personlighet. Han är son till Dina och Michael Lohan och är bror till skådespelerskorna och sångerskorna Lindsay och Ali Lohan. Han hade en liten roll i filmen Föräldrafällan ifrån 1998 (där storasyster Lindsay spelar huvudrollen).